# Vallée des Rois (Tibet)
Pour les articles homonymes, voir Vallée des rois (homonymie).
La vallée des Rois ou vallée 'phyong rgyas ou encore site des tombes des rois du Tibet tibétain : བོད་རྗེ་པང་སོ, Wylie : bod rje bang so, littéralement tombes des rois du Tibet ; chinois : 藏王墓 ; pinyin : zàng wáng mù） ou vallée de Chongye (琼结山谷, qióngjié shāngǔ) est une vallée, ou coule la rivière Chongye (ou chonggyai), dans laquelle se trouvent des sépultures de rois tibétains, au niveau du Bourg de Qiongjie (ou Chongye ou Chonggyai), dans le xian de Qonggyai, préfecture de Shannan, en Région autonome du Tibet. C'est une des branches de la Vallée du Yarlung (en).
Le site a été classé en 1961, sur la liste des sites historiques et culturels majeurs protégés au niveau national.
On y trouve également le monastère de Riwo Dechen et le palais de Chingwa Taktse, situé sur le mont Chingwa Taktse.
Parmi les tombes, on trouve celle du fondateur de l'Empire du Tibet, Songtsen Gampo et de son épouse chinoise, la princesse Wencheng.
La tombe de l'empereur est la plus large tombe, appelée Bangso Marpo' (tombe rouge en tibétain). Il est dit qu'il y été embaumé et enfermé dans un cercueil d'argent et mis en tombe avec une importante quantité de pierres précieuses et de dons de pays avoisinants, dont l'Inde qui a offert une armure en or, ainsi que sa propre robe comportant des joyaux et des objets religieux.
Depuis sa tombe, on peut apercevoir celle de son petit-fils, Mangsong Mangtsen (646 - 676), mais aussi celle de Tri Ralpachen (805 - 836). On peut également apercevoir à proximité des piliers comportant les événements de leurs règnes montés sur des tortues symbolisant la fondation de l'univers.
La légende raconte que la bosse que l'on voit sur la montagne abrite la sépulture de la princesse Jincheng, épouse de l'empereur du Tibet, Tridé Tsuktsen d'après l'« Ancien Livre des Tang » de Liu Xu.
Chaque tombe appartenait à une ou deux familles. Le dernier roi à y être enterré est Ösung, fils de Langdarma, dernier empereur du Tibet. Il est assassiné à 'Phangs-mda', dans la région à la suite d'une rébellion. Huit ans après sa mort, les tombes sont creusées et pillées.
Le tibétologue italien Giuseppe Tucci décrit ces tombes au XIXe siècle.